# Montaigne (cantant)
Jessica Alyssa Cerro (Sydney, 14 d'agost del 1995), més coneguda com a Montaigne, és una cantautora australiana.

## Biografia
Cerro va créixer al districte Hills a Sydney. És d'origen argentí, filipí, francès i espanyol. El seu pare, Gus, va ser un jugador de futbol a la National Soccer League australiana.

## Carrera
En acabar el batxillerat, Cerro va començar a focalitzar-se a la seva carrera de música. Al novembre 2012 va firmar un contracte a la discogràfica Albert Music. L'any següent va començar a utilitzar el seu nom d'artista Montaigne, que va treure del pensador Michel de Montaigne. El 2014 va sortir la seva primera cançó I Am Not an End i després va firmar un nou contracte a la discogràfica Wonderlick Entertainment. El 2016 va sortir el seu primer àlbum Glorious Heights. El 2019 va sortir el seu segon àlbum, Complex.
El 6 de desembre del 2019 va ser presentada com a candidata a Eurovision – Australia Decides, la preselecció australiana del Festival de la Cançó d'Eurovisió. El 8 de febrer del 2020 va guanyar amb la cançó Don't Break Me, amb la qual hauria representat Austràlia, en cas de no haver sigut cancel·lat per la pandèmia per coronavirus de 2019-2020, a la primera semifinal del Festival de la Cançó d'Eurovisió 2020, que s'hauria celebrat el 12 de maig del 2020 a Rotterdam. Per això, la televisió australiana SBS la va seleccionar internament per a representar el país al Festival d'Eurovisió 2021, aquesta vegada amb el tema Technicolour. Tot i això, no va arribar a la final.